# Jade (Mortal Kombat)
Jade là một nhân vật hư cấu trong sê-ri game đối kháng Mortal Kombat. Jade xuất hiện làn đầu năm 1993 trong phần game Mortal Kombat II với tư cách là một nhân vật ẩn, trang phục gốc của cô có màu xanh lá cây. Đến phần Ultimate Mortal Kombat 3, Jade mới là một nhân vật có sẵn để người chơi sử dụng. Jade là một nhân vật phụ xuyên suốt loạt game, với vai trò cận vệ cho công chúa Kitana.